# Biểu tình Ai Cập 2012–13
Biểu tình tại Ai Cập năm 2012 bắt đầu vào ngày 22 tháng 11 năm 2012. Hàng trăm ngàn người biểu tình đang biểu tình chống lại Tổng thống Ai Cập Mohamed Morsi, sau khi ông tự ban cho bản thân mình quyền lực không giới hạn để "bảo vệ" quốc gia, và quyền lập pháp mà không có giám sát tư pháp hoặc không bị xem xét các hành vi của mình. Morsi cũng muốn tổ chức trưng cầu dân ý về Hiến pháp mới được ủng hộ bởi những người Hồi giáo vào ngày 15 tháng 12 năm 2012. Bản Hiến pháp này bị chỉ trích là soạn thảo quá gấp rút và không bảo vệ được quyền lợi của các nhóm thiểu số, đặc biệt là phụ nữ.
Các cuộc biểu tình đã được tổ chức bởi các tổ chức và cá nhân đối lập Ai Cập, chủ yếu là ủng hộ dân chủ tự do, cánh tả, thế tục, và Kitô hữu. Các cuộc biểu tình đã dẫn đến các cuộc đụng độ bạo lực giữa các thành viên của Đảng Tự do và Chính nghĩa được ủng hộ bởi tổ chức Huynh đệ Hồi giáo và những người biểu tình chống Morsi, với ít nhất bảy người chết và hàng trăm người bị thương. Những người biểu tình tụ tập bên ngoài dinh tổng thống, và bị được bao quanh bởi xe tăng và xe thiết giáp của Lực lượng Cảnh sát Cộng hòa. Những người biểu tình chống Morsi ở Cairo có con số lên đến 200.000 người trong một số cuộc biểu tình.
Một số cố vấn của Morsi từ chức để phản đối, và nhiều thẩm phán cũng đã lên tiếng chống lại các hành động của Morsi. Những người từ chức gồm giám đốc phát thanh truyền hình nhà nước, Rafik Habib và Zaghloul el-Balshi (tổng thư ký của ủy ban giám sát cuộc trưng cầu dân ý hiến pháp theo kế hoạch) Bảy thành viên của Ban cố vấn gồm 17 người đã từ chức vào tháng 12 năm 2012.
Ngày 8 tháng 12 năm 2012, một quan chức Hồi giáo phát biểu rằng Morsi bãi bỏ sắc lệnh của ông quy định mở rộng thẩm quyền tổng thống của ông và bãi bỏ việc xem xét tư pháp đối với sắc lệnh của mình, nhưng nói thêm rằng những tác động của tuyên bố đó sẽ vẫn còn. George Isaac thuộc Đảng Hiến pháp nói rằng lời tuyên bố của Morsi đã không cung cấp bất cứ điều gì mới, Mặt trận Cứu tế Dân tộc bác bỏ nó như là một nỗ lực giữ thể diện, và Phong trào tháng Tư và Gamal Fahmi thuộc tổ chức Nghiệp đoàn Nhà báo Ai Cập cho rằng lời tuyên bố mới đã không giải quyết vấn đề "cơ bản" bản chất của nhóm được giao nhiệm vụ soạn thảo hiến pháp
Ngày 22 tháng 12, bản Hiến pháp của Morsi giành được 64% số phiếu tán thành trong một cuộc trưng cầu dân ý quốc gia. Phe phản đối phê phán có sự gian lận trong việc bỏ phiếu và kêu gọi sự điều tra.
Đến ngày 30 tháng 6 năm 2013, đúng ngày kỉ niệm đầu tiên của cuộc bầu cử Morsi, hàng chục ngàn người phản đối Morsi tụ tập tại Quảng trường Tahrir và bên ngoài chính điện tổng thống tại ngoại ô thủ đô là Heliopolis, yêu cầu Morsi từ chức. Các cuộc biểu tình đã diễn ra tại 18 địa điểm ở khắp Cairo và ở những vị trí khác nhau khắp đất nước, bao gồm Alexandria, El-Mahalla và các thành phố dọc kênh đào Suez. Các cuộc biểu tình được sự ủng hộ của nhiều nhóm thực thể đa dạng, bao gồm phong trào Tamarod của các thành viên Phong trào Thay đổi Ai Cập vào tháng 4 năm 2013, tuyên bố rằng đã thu thập được 22 triệu chữ ký kêu gọi Tổng thống Morsi từ chức.
Vào đêm ngày 3 tháng 7 năm 2013, sau một cảnh báo còn 48 giờ sẽ tiến hành can thiệp, Quân đội Ai Cập xuất hiện kèm theo tuyên bố kết thúc quyền Tổng thống của Mohammed Morsi. Ngoài ra quân đội còn tuyên bố rằng Hiến pháp đã bị bãi bỏ, rằng cuộc bầu cử Tổng thống mới sẽ được diễn ra nhanh chóng, chánh án của Toà án Hiến pháp, Adly Mansour, lúc này sẽ lên đứng đầu chính phủ, thành lập một chính phủ chế độ kỹ trị để trợ giúp cho tổng thống lâm thời cho đến khi cuộc bầu cử mới diễn ra.
Trong cuộc biểu tình chống đối lại cuộc lật đổ cục bộ của nhân dân, những người ủng hộ Tổng thống Morsi mở ra những cuộc biểu tình có tính chất rộng lớn tại quận Nasr City của Cairo, tại Alexandria, Luxor, Damanhour và Suez.
Sau hành động táo bạo của quân đội vào ngày 30 tháng 6 năm 2013, quân đội tiếp tục thẳng tay đàn áp các phương tiện truyền thông công cộng và đóng cửa một vài đài phát thanh tỏ ra ủng hộ Morsi, bao gồm al-Jazeera.
Theo một hành động được nhiều người xem là cuộc tàn sát, hàng trăm nhà biểu tình ủng hộ Morsi đã bị sát hại dưới sự đàn áp thẳng tay và tấn công của quân đội. Trong nhiều trường hợp, quân đội đã từ chối việc bắn vào người biểu tình bằng đạn dược quân trang, trái ngược với sự chứng kiến tai mắt của các nhân chứng sống của truyền thông phương Đông và cư dân địa phương.